# Álvaro Martín Uriol
Álvaro Martín Uriol (18 de juny de 1994, Llerena, Extremadura) és un atleta espanyol especialista en proves de marxa.

## Carrera esportiva
Álvaro Martín va proclamar-se campió i plusmarquista d'Espanya en categoria juvenil i júnior en diverses distàncies des de 2010. El 2011 va passar a formar part de la plantilla del Playas de Castellón, que dominava el Campionat d'Espanya en categoria masculina. Després de la definitiva retirada de Paquillo Fernández i amb tan sols 18 anys va ser convocat per la selecció espanyola als Jocs Olímpics de Londres per participar en els 20 km marxa, juntament amb Miguel Ángel López i Francisco Arcilla.

## Resultats internacionals destacats
| Any  | Competició                   | Lloc                 | Prova   | Temps    | Resultat      |
| ---- | ---------------------------- | -------------------- | ------- | -------- | ------------- |
| 2010 | Jocs Olímpics de la Joventut | Singapur, Singapur   | 10.000m | 47:04.10 | 9è            |
| 2011 | Copa d'Europa de marxa       | Olhão, Portugal      | 10 km   | 42:17    | 6è            |
| 2012 | Copa del Món de marxa        | Saransk, Rússia      | 10 km   | 45:01    | 34è           |
| 2012 | Campionat del Món Júnior     | Barcelona, Catalunya | 10.000m | 40:35.52 | 5è            |
| 2012 | Jocs Olímpics                | Londres, Regne Unit  | 20 km   |          | Retirat       |
| 2013 | Copa d'Europa de marxa       | Dudince, Eslovàquia  | 10 km   |          | Desqualificat |
| 2013 | Campionat d'Europa Júnior    | Rieti, Itàlia        | 10.000m | 41:13.95 | 3r            |
| 2013 | Campionat del Món            | Moscou, Rússia       | 20 km   | 1:25:12  | 24è           |

## Millors marques
- En pista:

- 5.000 m marxa - 19:25.83 (Avilés, 2013) REJ
- 10.000 m marxa - 39:52.20 (Alcobendas, 2013) REJ

- En ruta:

- 5 km marxa - 20:20 (Toledo, 2013)
- 10 km marxa - 41:46 (La Corunya, 2013)
- 20 km marxa - 1h 22:12 (Lugano, 2012) REJ

Llegenda: REJ= Rècord d'Espanya Júnior.

## Honors
- Subcampió d'Espanya 10.000m marxa en pista (2013)
- Campió d'Espanya Júnior 10 km marxa en ruta (2012 i 2013)
- Campió d'Espanya Júnior 10.000m marxa en pista (2012 i 2013)
- Campió d'Espanya Júnior 5.000m en pista (Marxa de Promoció) (2013)
- Campió d'Espanya Juvenil 10 km marxa en ruta (2011)
- Campió d'Espanya Juvenil 10.000m marxa en pista (2010 i 2011)